# Pericallia nigrescens
Pericallia nigrescens là một loài bướm đêm thuộc phân họ Arctiinae, họ Erebidae.